# Championnat d'Israël de football 1958-1959
Navigation
Championnat d'Israël 1957-1958 Championnat d'Israël 1959-1960
Le Championnat d'Israël de football 1958-1959 est la 8e édition de ce championnat.

## Classement[1]
| Rang | Équipe               | Pts | J  | G  | N | P  | Bp | Bc | Diff |
| ---- | -------------------- | --- | -- | -- | - | -- | -- | -- | ---- |
| 1    | Hapoël Petah-Tikvah  | 33  | 22 | 15 | 3 | 4  | 49 | 18 | +31  |
| 2    | Hapoël Haïfa         | 31  | 22 | 13 | 5 | 4  | 46 | 23 | +23  |
| 3    | Maccabi Tel-Aviv     | 30  | 22 | 13 | 4 | 5  | 38 | 19 | +19  |
| 4    | Maccabi Haïfa        | 29  | 22 | 14 | 1 | 7  | 47 | 24 | +23  |
| 5    | Maccabi Jaffa        | 24  | 22 | 10 | 4 | 8  | 33 | 28 | +5   |
| 6    | Maccabi Petah-Tikvah | 23  | 22 | 10 | 3 | 9  | 27 | 30 | -3   |
| 7    | Hapoël Tel-Aviv      | 19  | 22 | 6  | 7 | 9  | 29 | 32 | -3   |
| 8    | Hapoël Ramat-Gan     | 19  | 22 | 6  | 7 | 9  | 25 | 36 | -11  |
| 9    | Maccabi Netanya      | 19  | 22 | 7  | 5 | 10 | 23 | 36 | -13  |
| 10   | Hapoël Jérusalem FC  | 16  | 22 | 5  | 6 | 11 | 17 | 32 | -15  |
| 11   | Beitar Tel-Aviv      | 13  | 22 | 2  | 9 | 11 | 20 | 47 | -27  |
| 12   | Hapoël Kfar Sabah    | 8   | 22 | 3  | 2 | 17 | 21 | 50 | -29  |

|  | Champion |
|  | Relégué  |

## Bilan de la saison
| Tableau d'Honneur                |                     |
| Compétition                      | Vainqueur           |
| Championnat d'Israël de football | Hapoël Petah-Tikvah |
| Coupe d'Israël de football       | Maccabi Tel-Aviv    |

| Promotions et relégations |                   |
| Relégués en Liga Leumit   | Hapoël Kfar Sabah |
| Promus en Ligat ha'Al     | Bnei Yehoudah     |